# Super Bowl XXXVI
Super Bowl XXXVI był trzydziestym szóstym finałem o mistrzostwo NFL w zawodowym futbolu amerykańskim, rozegranym 3 lutego 2002, na stadionie Louisiana Superdome, w Nowym Orleanie, w stanie Luizjana.
Mistrz konferencji AFC, drużyna New England Patriots, pokonał mistrza konferencji NFC, drużynę St. Louis Rams, uzyskując wynik 20-17 po tym, gdy Adam Vinatieri wykonał udany 48-jardowy kop na bramkę w końcówce spotkania.
Mecz uważa się za jeden z największych przełomów w historii gier Super Bowl, gdyż drużynie Rams przepowiadano 14-punktową wygraną.
Amerykański hymn państwowy przed meczem zaśpiewała Mariah Carey, zaś w przerwie meczu na stadionie miał miejsce minikoncert U2.
Tytuł MVP finałów zdobył Tom Brady, rozgrywający zespołu Patriots, po tym, gdy celnie podał 16 razy na 27 rzuty, co pozwoliło na uzyskanie 145 jardów pola i doprowadziło do jednego przyłożenia.
Po wydarzeniach 11 września 2001 liga NFL przełożyła kalendarz spotkań o jeden tydzień i Super Bowl XXXVI także odbył się później, choć początkowo przewidziany był na 27 stycznia. Od tego czasu Departament Bezpieczeństwa Krajowego USA dopisywał kolejne finały Super Bowl do listy wydarzeń szczególnych dla bezpieczeństwa narodowego (National Special Security Event).

## Literatura
- 2006 NFL Record and Fact Book, Time Inc. Home Entertainment, ISBN 1-933405-32-5
- Harper Collins, Total Football II: The Official Encyclopedia of the National Football League, ISBN 1-933405-32-5